# 톡소포자충
톡소포자충(학명: Toxoplasma gondii)은 고양이를 종숙주로 하는 기생충으로, 학명을 그대로 읽어 톡소플라스마라고도 한다. 고양이의 배설물을 통해 외부로 퍼진다. 그러나 인체 감염은 배설물과의 직접적 접촉보다는 그것에 오염된 야채, 과일, 흙이나 그것을 먹고 감염된 돼지, 양고기를 덜 익혀 먹어 이루어진다. 미국의 경우 충분히 익히지 않은 돼지고기 섭취에 의한 톡소플라즈마 감염이 가장 빈번한 전파경로로 알려져 있다. 이 때문에 돈사 주변에 길고양이의 접근을 금지하도록 하고 있다. 인체에 감염되면 망막변성, 뇌수막염, 림프절염 등을 일으킬 수 있으며, 임산부가 감염될 경우에 태아가 망막 이상으로 시력이 상실되거나 수두증에 걸리거나 유산될 수 있다.

## 일반정보
1909년에 Nicolle & Manceaux가 북아프리카산 설치류 Ctenodactylus gundi로부터 발견한 기생충으로, 최근에는 기회감염성 원충의 하나로 인정되어 임상적 중요성이 매우 크다. 인체감염은 1923년에 체코슬로바키아의 안과의사 J.Janku에 의하여 생후 3개월에 실명하고 16개월에 간질 발작 (seizure) 및 뇌수종 (hydrocephalus)으로 사망한 어린이에게서 처음 보고되었다. 1970년에 Frenkel 등이 고양이가 종숙주임을 밝히게 되어 비로소 톡소포자충의 모든 생활사가 알려지게 되었다. 특이하게도 설치류의 중추신경계에 침투하여, 설치류가 고양이를 매력적으로 보고 이끌리게 한다. 고양이가 이 정신이 혼미한 설치류를 잡아먹으면 고양이는 톡소포자충에 감염된다. 톡소포자충 속에는 T.gondii 1종만이 알려져 있으나, 충체의 독성에 따라서, 강독주 (virulent strain), 중간독주 (less virulent strain), 약독주 (avirulent strain) 등 여러 주가 발견되었으며 유행하는 지역에 따라 여러주가 알려져 있다. 대표적인 세포내 기생충의 하나로 숙주-기생충 상호관계 연구는 물론, 면역학 및 분자생물학 연구의 좋은 대상이 되고 있다.

## 생활사 및 형태
생활사에 크게 5가지 발육단계, 즉, 난포낭, tachyzoite, bradyzoite, 분열체 및 gametocytes를 가진다. 이 가운데, 종숙주인 고양이, 여우, 자칼 등에서는 5가지 단계가 다 나타나며, 중간 숙주인 쥐, 돼지, 소, 조류, 사람 등에서는 tachyzoite, bradyzoite으로 2가지 단계가 나타난다. 중간숙주는 고양이 대변에 섞여 외계로 배출 된 후 성숙한 난포낭을 섭취하거나 중간숙주 끼리의 먹이사슬에 의해 감염되기도 한다. 고양이도 대변에 오염된 난포난을먹거나, 중간숙주의 조직, 뇌, 근육 등에 있는 tachyzoite, bardyzoite를 먹어서도 감염된다. 대변에 배출되는 난포낭은 직경 10-20 um의 크기이다. 중간숙주가 난포낭을 섭취하면 난포낭과 sporocyst의 외벽이 파괴되고, 포자소체가 튀어나와 림프구, 대식세포 등 망상내피계세포에 들어간 후 분열 증식한다. Tachyzoite는 급성 감염시에 나타나며, 급속히 분열 증식하는 형태로서, 영향형 (trophozoite)이라 부르기도 하며 반월형이고, 길이 4-7 um, 폭 2-3 um이다. 전자현미경으로 보면 충체 후반부에 큰 핵이 있고, 세포질 내에는 미토콘드리아, 골지체, 공포 등이 보이며, 충체 전단에는 숙주세포 침입에 이용되는 첨복체 (apical complex)를 이루는 rhoptry, microneme 및 conoid등의 구조물이 있다. Bradyzoite는 감염 2-3주만에 만성기로 들어가면서, 만들어진 커다란 낭 (cyst)에 의해 둘러쌓인 충체를 말하며, 낭 1개에 bradyzoite가 수천 개 들어 있고 매우 느리게 분열 증식한다. 낭은 구형으로서 대개 직경 30-50 um정도이나, 큰것은 100 um가 넘는경우도 있고, 주로 뇌, 망막 내 표면, 골격근, 심근 등에 분포한다. Tachyzoite, bradyzoite 모두 이분법 가운데 한가지인 내부 출아법 (endodyogeny; internal budding)으로 분열 증식하는데, 내부 출아법이란 충체 내에서 완전한 새로운 개체 2개가 형성되어 모충체를 깨고 터져 나오는 방법을 말한다.

## 역학적 특성
분포는 세계적이며, 유럽, 북미 등에 높은 유행이 보고되었다. 미국의 경우 전인가가 20-50% 정도가 latent infection을 가지고 있으며, 1000 임신 중 2-6례가 선천성 감염례라는 보고가 있다. 인체 감염경로는 돼지 조류 등의 날근육을 섭취하거나, 고양이 대변에 오염된 난포낭의 섭취, 태반 내 감염, 수혈, 장기 이식, 실험실 감염 등을 들 수 있다. 이 중 돼지고기의 생식이 가장 중요한 감염경로이다.

## 대한민국 현황
대한민국에서는 1965년 돼지에서 충체를 분리하였다는 보고가 있으며, 임상적으로 의심되는 증례가 많이 있다. 혈청검사에서는 일반 국민의 2-8%가 항체양성인 것으로 보고되고 있다. 그러나, 환자에서 충체가 분리된 사례로는 Toxoplasma gondii K-1 종이 분리되었다고 보고되었다.

## 병리 및 병변
대표적인 세포 내 기생충으로 대식세포를 비롯한 각종 백혈구는 물론 장상피세포, 신세포, 신경세포 등 적혈구를 제외한 거의 모든 세포에 감염될 수 있다고 보고되었다. 특히 망상내피계세포에 잘 감염되며, 충체의 증식으로 인해 숙주세포가 파괴되기 때문에 병변을 초래한다. 그러나 병변의 정도는 감염충주의 병원성이 얼마나 강하느냐에 따라 크게 다르다. 많은 충주들은 약독주로서 병원성이 약하여 우려할 만한 임상적인 경과를 나타내지않지만. 면역이 결핍되어 있는 임산부, 어린아이, 장기이식 및 혈액이식환자, AIDS환자에게서는 큰 영향을 나타내게 된다. 주요 침범 조직은 림프선, 망막, 뇌 등이며, 망막맥락막염, 뇌염 등을 일으킨다.

## 임상적 특징
톡소포자충은 약독주 감염의 경우 임상 증상이 거의 없이 장기간 경과할 수 있다. 그러나, 신생아, 노약자, 면역결핌환자 등에서는 심한 증상을 초래할 수 있다. 편의상 선천성 및 후천성 감염증으로 분류할 수 있다.